# ¡Indignaos!
¡Indignaos! (Indignez-vous ! en el original en francés) es un libro escrito por Stéphane Hessel en 2010. El autor, exdiplomático francés, excombatiente de la resistencia francesa internado en campos de concentración durante la Segunda Guerra Mundial, fue también uno de los redactores de la Declaración Universal de Derechos Humanos de 1948. El panfleto político, publicado en formato de librito hacia finales del 2010, llegó a los 1,5 millones de ejemplares vendidos en Francia en marzo de 2011. En su edición en español está prologado por el economista José Luis Sampedro.

## Contenido

Graffiti que representa a Stéphane Hessel en París.

En palabras de su autor, exembajador de Francia ante la ONU, la «obra exhorta a los jóvenes a indignarse, dice que todo buen ciudadano debe indignarse actualmente porque el mundo va mal, gobernado por unos poderes financieros que lo acaparan todo». Explica que, aunque «nos jugábamos la vida», en su época, lo tenían más fácil por tener adversarios más definidos: Hitler y Stalin. Sin embargo, «... los jóvenes de ahora se juegan la libertad y los valores más importantes de la humanidad».
A lo largo de las 32 páginas del librito, el autor, de 93 años, hace una breve referencia a su participación en la Resistencia francesa, cuando tras la declaración del régimen colaboracionista de Vichy se escapó a Londres para ponerse a las órdenes de De Gaulle. Tras ser capturado y torturado por la Gestapo, una vez terminada la guerra se convirtió en diplomático, participando como jefe de gabinete de Henri Laugier, el entonces vicesecretario general de las Naciones Unidas, en la elaboración de la Declaración Universal de los Derechos Humanos, redactada en el Palacio de Chaillot, en París. Explica, asimismo, los valores de la Resistencia y de los Derechos Humanos, incluida su postura, como judío, ante la vulneración de los mismos por parte del Estado de Israel, y termina haciendo un llamamiento a los jóvenes a emprender la acción no violenta para rebelarse contra los poderes del capitalismo, a una «insurrección pacífica».
Inspirado en un discurso que Hessel dio en 2008 para conmemorar la Resistencia, el librito, de alrededor de 4.000 palabras en su versión original, está basado en tres entrevistas que Hessel concedió a Sylvie Crossman, una antigua corresponsal de Le Monde. Crossman y Jean-Pierre Barou, dueños de la editorial Indigène éditions, prepararon una tirada de 8.000 ejemplares. Hessel renunció a los derechos de autor, pidiendo que fueran donados.

## Recibimiento
El National Post de Canadá afirma que el librito está causando el mismo revuelo en Francia que el artículo «J’accuse…!» (1898) de Emile Zola, en el cual acusó a los altos mandos del ejército francés de antisemitismo y prevaricación al acusar al capitán Alfred Dreyfus de traición.
En Francia, se convirtió en el best-seller de Navidad del 2010 y, aunque sus críticos consideran que está mal escrito y demasiado corto, reconocen que ha sabido calar en el "enfado colectivo".
El primer ministro francés, François Fillon, ha comentado al respecto: «No hay nada que sea menos francés que la apatía y la indiferencia. Pero la indignación, por amor a la indignación, no es forma de pensar.». Asimismo, el filósofo y antiguo ministro francés de educación, Luc Ferry, comentó en una carta abierta al respecto de dicha indignación que era justo la última de las pasiones que Francia necesitaba en estos momentos y que era un sentimiento que solamente se aplica a los demás y nunca a uno mismo y que la auténtica moralidad comienza con las exigencias que uno se hace a sí mismo.
El libro ha inspirado el movimiento ¡Democracia Real YA! en España y al ulterior movimiento de indignados 15-M, conocidos popularmente en su conjunto como "Los indignados" o "SpanishRevolution", el cual se ha ido extendiendo a otros países como Grecia o Israel.

## Traducciones
La versión en español del librito fue presentado a finales de marzo de 2011, en el Instituto Francés de Madrid, por José Luis Sampedro y, según el Gremio de Libreros, en la ocasión del Sant Jordi de 2011, el librito ya ocupaba el primer puesto de las ventas de no ficción tanto en catalán como en castellano.
Además de haber sido traducido al español, gallego, valenciano, euskera y catalán, ha sido traducido al inglés, como Time for Outrage!; al alemán, como Empört Euch!, al hebreo, como תזעמו!, al portugués, y al griego, con otra traducciones en otros idiomas también previstas.

## Secuelas:Reacciona y¡Comprometeos!

### Reacciona
El libro Reacciona se considera una secuela de ¡Indignaos!, tanto por su temática como por el espíritu de sus autores. El libro está editado en España en 2011 por la editorial Aguilar y reúne artículos de José Luis Sampedro, Baltasar Garzón, Federico Mayor Zaragoza, Javier Pérez de Albéniz, Javier López Facal, Carlos Martínez Alonso, Ignacio Escolar, Rosa María Artal, Àngels Martínez i Castells, Juan Torres López y Lourdes Lucía. El libro, coordinado por la periodista Rosa María Artal, pretende alertar de la crisis política que recorre las sociedades actuales y en particular la sociedad española y de la necesidad de respuesta social a la corrupción, a los poderes financieros y económicos y a los poderes políticos, alejados cada vez más de la ciudadanía.

### ¡Comprometeos!
¡Comprometeos! (título original: Engagez-vous !) es otro libro de Stéphane Hessel escrito junto a Gilles Vanderpooten publicado en marzo de 2011 en Francia y en junio de 2011 en España con el título ¡Comprometeos!. Es una entrevista entre Hessel, de 93 años, y Vanderpooten, de 25 años, sobre los derechos humanos, la lucha contra la desigualdad y la ecología. Hessel muestra su preocupación por la diferencia inconmensurable entre las fuerzas políticas y los jóvenes así como la degradación del planeta y el medio ambiente como uno de los mayores desafíos para la movilización de la generación más joven.